# Amongst Friends
Amongst Friends är ett soundtrack till filmen med samma namn. Albumet släpptes 1993.

## Låtlista
1. All the young Dudes - framförs av Mott the Hoople, gjord av David Bowie
2. Innocent child - Big Audio dynamite II
3. It's a shame about Ray - The Lemonheads
4. Passin me by - The Pharcyde
5. Kid's alright - Bettie Serveert
6. Wild thing - Tone E.Loc
7. Crawl - Sweet water
8. Brooklyn - Mc Lyte
9. Confusion - Act of mercy
10. Da Hood - Da Youngsta's
11. Train going backwards - Dramarama
12. Long Island - Mick Jones
13. No Ennio - Mick Jones
14. I don't know - Mick Jones